# 김유성 (1988년)
김유성(한국 한자: 金侑聖, 1988년 12월 4일 ~ )은 대한민국의 축구 선수이며 포지션은 미드필더이다.

## 축구인 경력

### 선수 경력
2010 K리그 드래프트에서 경남 FC에 지명되며 K리그 무대에 발을 들여 놓았다. 데뷔 시즌 리그 3경기에 출전하였고 2011 시즌 중반 대구 FC로 이적하였다. 2012 시즌 5월 5일 광주와의 경기에 출전하여 시즌 첫 출전을 기록하였고 8월 19일 포항과의 경기에선 득점을 성공시키며 K리그 데뷔골을 기록하였다.
2019시즌을 앞두고 천안시청 축구단에 입단을 했다.
2020시즌을 앞두고 목포시청으로 이적했다.

## 수상

### 클럽

#### 포천 시민축구단
- K3리그 우승 1회 (2017년)

## 참고 자료
- 고양의 선두권 재도약, 김유성의 발끝에 달렸다 - 위드인 뉴스
- 단 한 명에게라도 용기 줄 수 있는 선수 되고 싶다 - 고양신문